# 457743 Balklavs
457743 Balklavs è un asteroide della fascia principale. Scoperto nel 2009, presenta un'orbita caratterizzata da un semiasse maggiore pari a 2,4207382 UA e da un'eccentricità di 0,1145176, inclinata di 3,47337° rispetto all'eclittica.
L'asteroide è dedicato all'astronomo lituano Arturs Balklavs.